# Espada de Francisco I

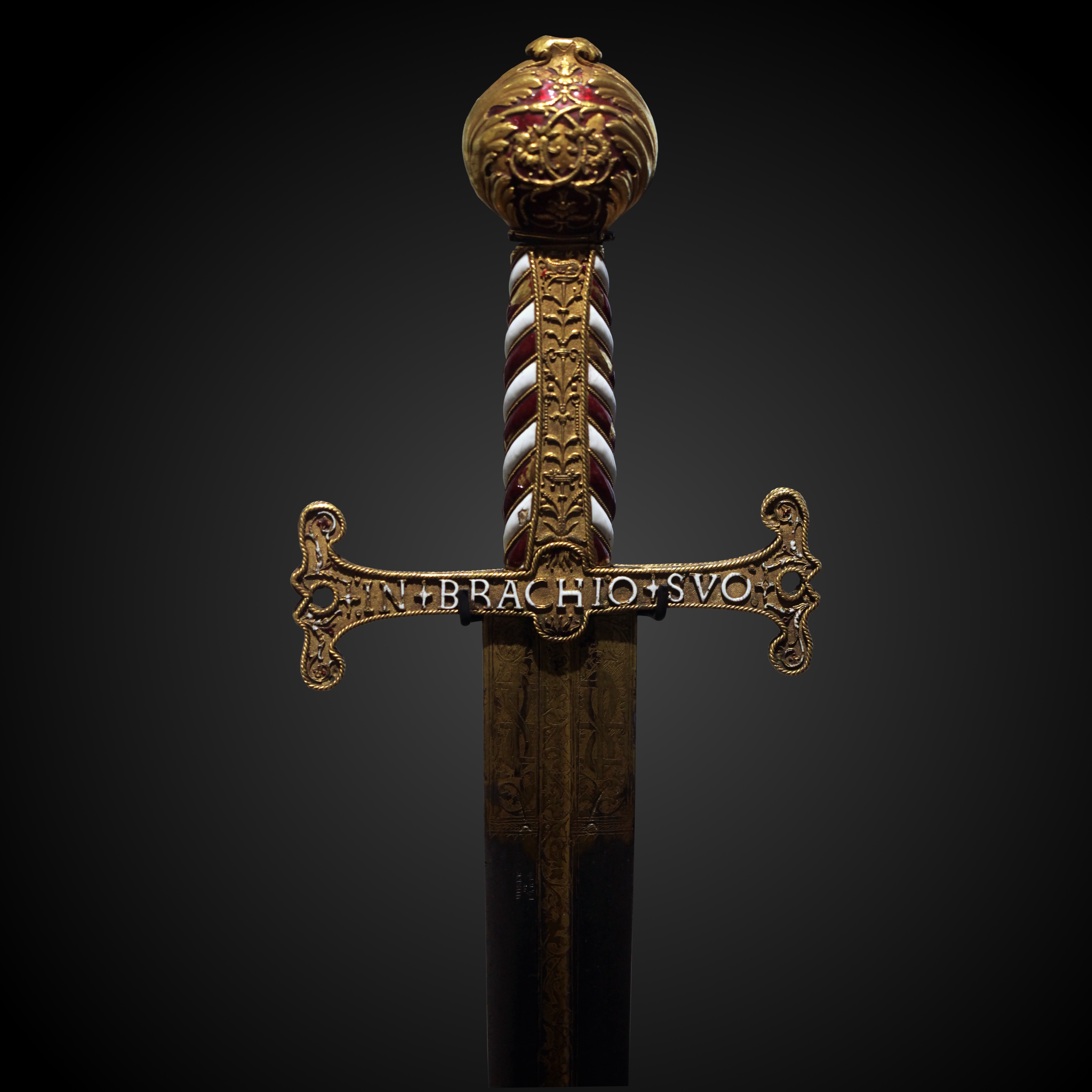
Guarda de la espada de Francisco I expuesta en el museo del ejército, en París.

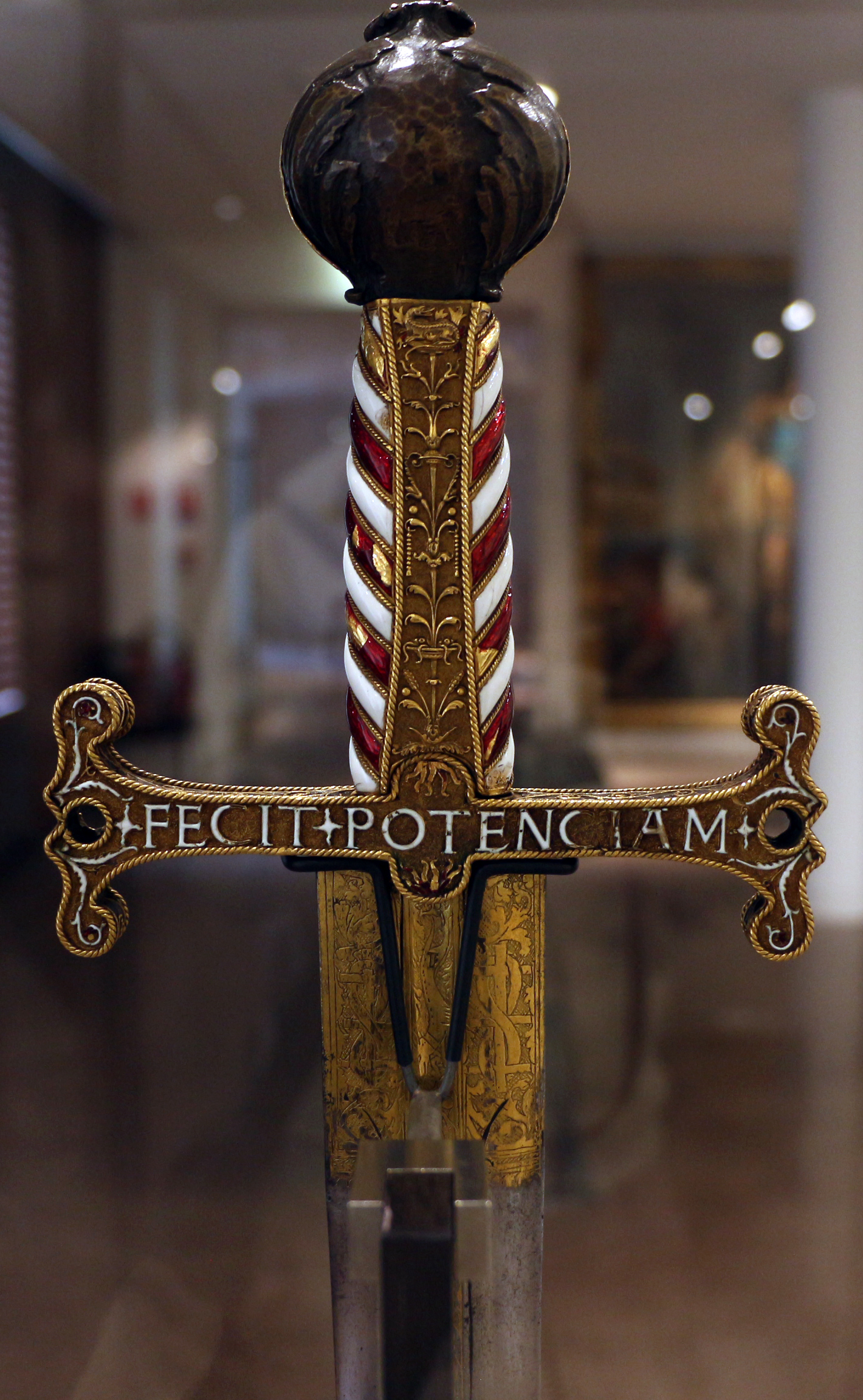
Primera parte del versículo en el quillon.

La espada de Francisco I  es una espada de la corte de Francia forjada alrededor de 1510-1515 y que habría pertenecido al rey Francisco I de Francia. Era la espada que llevaba el 25 de febrero de 1525, durante la batalla de Pavia, según las crónicas de la época, al ser capturado por los soldados españoles Diego Dávila, Alonso Pita da Veiga y Juan de Urbieta. Le correspondió como botín de guerra a Juan Aldana después de la derrota del ejército francés. En 1585, su hijo la vendió al rey de España, Felipe II de España.
Con motivo de la entrada en Madrid del gran duque de Berg y cuñado de Napoleón, Joaquín Murat, en marzo de 1808, Fernando VII le encarga al marqués de Astorga o al duque del Parque entregarle al gran duque la espada.
Según el historiador vasco Fausto Arocena, fueron cuatro los soldados españoles que capturaron al rey francés y que este debía de llevar dos espadas y una daga.